# Teen Beach Movie
Teen Beach Movie è un film per la televisione del 2013, diretto da Jeffrey Hornaday. I protagonisti del film sono Ross Lynch e Maia Mitchell. La prima TV negli Stati Uniti è stata il 19 luglio 2013, mentre in Italia è stata il 14 settembre dello stesso anno su Disney Channel Italia. Il DVD è disponibile in Italia dal 25 settembre 2013.

## Trama
MacKenzie e Brady sono due innamorati che adorano surfare nella spiaggia vicino alla casa del nonno di Mack, il quale condivide con Brady la passione per il film Wet Side Story, un musical ambientato nel 1961, la cui trama si basa su l'antagonismo tra due bande di ragazzi: i Bikers e i Surfisti, che si contendono il Big Mama, un locale sulla spiaggia.
Alla fine dell'estate, Brady scoprirà, grazie all'arrivo della zia di Mack, che la ragazza dovrà partire presto per andare a frequentare un'importante scuola privata come sua mamma, morta tempo prima, avrebbe desiderato. Brady, disperato, cercherà più volte di dissuaderla dal partire e di convincerla a restare li con lui, invano.
Alla mattina del fatidico giorno, anche se a poche ore dalla partenza, Mack decide comunque di andare a cavalcare l'ultima onda con la tavola da surf di famiglia, la quale, secondo le leggende tramandate dai parenti, ha poteri speciali. All'improvviso arriva una tempesta: appena Brady la vede in pericolo, corre in acqua per salvarla.
Entrambi vengono colpiti da un'onda e cadono, ma quando tornano a galla si accorgono di non trovarsi più nel XXI secolo, ma di essersi ritrovati involontariamente ad un'allegra coreografia insieme ai Surfisti, dove capiscono di essere stati catapultati nel film preferito di Brady.
MacKenzie, preoccupata per la sorte della sua partenza, entra nel panico, mentre Brady vive il suo sogno di partecipare alla coreografia di presentazione dei Bikers. All'inizio, i due cercano di non intralciare l'andamento del film, per riuscire a tornare a casa alla fine di questo, ma l'inevitabile accade quando Mack cade per sbaglio nelle braccia di Tanner, il capo dei surfisti, cosa che sarebbe dovuta succedere a Lela, una biker che finisce invece nelle braccia di Brady. Tanner e Lela si innamorano dei due ragazzi, invece che l'uno dell'altra come avrebbe dovuto essere.
Durante la permanenza di Mack e Brady nel musical, cercheranno di riportare le cose a posto, per arrivare al punto in cui il malefico Les Camembert, aiutato dal dottor Fusion, avrebbe fatto scoppiare un temporale per impadronirsi della spiaggia. Mentre cerca di farla innamorare di Tanner, Mack stringe una forte amicizia con Lela, e grazie ai consigli che le dà sul poter scegliere la propria vita capisce piano piano di doverlo fare lei stessa.
Intanto Brady parla con Tanner per convincerlo ad uscire con Lela, e capisce grazie ad un discorso sull'antagonismo tra Bikers e Surfisti, che il ragazzo non è stupido come sembra e riescono così a combinare tra i due personaggi un incontro durante il quale questi si innamorano immediatamente l'uno dell'altra.
Mack e Brady si accorgono di essere ormai quasi del tutto parte del film, ma mentre cercano disperatamente di restare umani, vengono rapiti dal terribile Les Camembert. Lela e Tanner lo scoprono e mettono insieme le forze dei Bikers e Surfisti per andare a salvare i loro amici, scoprendo un lato tenero e fifone di Butchy, il fratello di Lela nonché capo dei Bikers.
I due riescono a sconfiggere Les Camembert, nel frattempo tradito dal dottor Fusion che lo ha spintonato insieme alla macchina climatica che viene distrutta. L’impresa permette loro, seppur con molto dispiacere, di tornare a casa durante la tempesta finale. Poco prima di lasciarla andare, però, Lela regala a Mack un ciondolo con lo stesso simbolo che si trova sulla tavola da surf magica, un segno hawaiano che significa "amiche per sempre".
Tornati nel XXI secolo, Brady e Mack scoprono che mentre nel film erano passati diversi giorni, lì non è passato nemmeno un secondo, quindi la ragazza è ancora in tempo per il volo. Dopo aver cavalcato la sua onda, Mack va decisa dalla zia e le spiega che non ha intenzione di partire perché la madre voleva semplicemente che lei facesse ciò che la rendeva felice, cioè restare dov'era, continuare lì il liceo e stare con Brady.

## Personaggi
- MacKenzie: È una dei due protagonisti. È una ragazza dolce e sveglia. È innamorata di Brady, e adora surfare con lui. Vive con suo nonno dalla morte della madre, e quando sua zia viene a prenderla per portarla a frequentare una prestigiosa scuola privata, è disposta ad accettare pur di fare ciò che la mamma avrebbe voluto.
- Brady: È uno dei due protagonisti. Un ragazzo tenero e che ama divertirsi. È molto triste quando scopre che la sua ragazza Mack dovrà andarsene e cerca di convincerla a restare. Adora Wet Side Story ed è un grande surfista, infatti è il maestro di Mack.
- Lela: È la protagonista femminile di West Side Story. È una ragazza molto dolce e sensibile, ma sconvinta che le ragazze debbano fare ciò che i ragazzi si aspettano da loro. Sorella di Butchy, il capo dei Bikers, è costretta a tenere segreto il suo desiderio di fare surf, finché non capirà di potersi confidare con Mack. Per sbaglio cadrà tra le braccia di Brady e si innamorerà di lui invece che di Tanner.
- Tanner: È il protagonista maschile di West Side Story. capo dei surfisti, adora surfare, suonare la chitarra e spassarsela al Big Mama, locale che i due gruppi si contendono. inizialmente sembra molto stupido, ma si scopre in lui una grande profondità quando spiega a Brady che l'antagonismo tra Bikers e Surfisti è semplicemente ciò che tutti si aspettano. si innamorerà per sbaglio di Mack.
- Butchy: Capo dei Bikers e fratello di Lela, non sopporta i surfisti. È un po' prepotente e presuntuoso, ma si scopre in lui un lato molto tenero verso la fine del film.
- Les Camembert: È il principale antagonista del film. È un uomo vanitoso, infido e crudele. Il suo obiettivo è quello di impadronirsi del Big Mama e della spiaggia, per costruirci un hotel di lusso, quindi crea la macchina climatica per distruggere le condizioni climatiche favorevoli a Bikers e Surfisti e fare in modo che se ne vadano, ma viene sconfitto dai Bikers e dai Surfisti che, con l'aiuto del dottor Fusion, lo uccidono insieme alla macchina climatica.
- Dr. Fusion: complice di Les Camembert, è il braccio del piano. Idea e costruisce la macchina climatica. Alla fine si ribella al suo padrone e si allea con i Bikers e i Surfisti per vendicarsi.

## Sequel
Il 27 aprile 2014, durante un'intervista ai Radio Disney Music Awards, Ross Lynch e Maia Mitchell hanno confermato il seguito del film e che le riprese inizieranno nel mese di luglio. Ross Lynch, Maia Mitchell, Grace Phipps e John DeLuca riprenderanno il loro ruolo nel sequel, che tratterà della presenza dei personaggi di "West Side Story" nella realtà dove si trovano i due protagonisti Brady e McKenzie.
Teen Beach 2 è stato trasmesso in Italia il 27 giugno 2015 in Prima TV, dodici ore dopo la messa in onda statunitense, su Disney Channel.

## Colonna Sonora
- Oxygen (Maia Mitchell)
- Surf Crazy (Spencer Lee, Kelly Hawkes e il Cast)
- Cruisin For a Bruisin (Ross Lynch, Grace Phipps e Jason Evigan)
- Falling for Ya (Grace Phipps)
- Meant to Be (Ross Lynch, Maia Mitchell, Grace Phipps e Spencer Lee)
- Can't Stop Singing (Ross Lynch e Maia Mitchell)
- Meant to Be (ripresa 1) (Ross Lynch, Maia Mitchell, Grace Phipps e Spencer Lee)
- Like Me (Ross Lynch, Maia Mitchell, Grace Phipps, Spencer Lee e il Cast)
- Meant to Be (ripresa 2) (Ross Lynch e Maia Mitchell)
- Surf's Up (Ross Lynch, Maia Mitchell e il Cast)
- Coolest Cats (Spencer Lee, Grace Phipps e Jason Evigan)
- Surf Crazy Finale (tutto il Cast)